# 魏瑟尔
魏瑟尔是德国莱茵兰-普法尔茨州的一个市镇。总面积13.06平方公里，总人口1069人，其中男性538人，女性531人（2011年12月31日），人口密度82人/平方公里。